# Москаленко, Михаил Никонович
Михаил Никонович Москаленко (укр. Михайло Никонович Москаленко; 12 июня 1948, Киев — 13 февраля 2006, там же) — украинский переводчик, историк и теоретик перевода.

## Биография
Закончил биологический факультет Киевского государственного университета имени Тараса Шевченко (1971).
Работал редактором отдела критики и литературоведения журнала «Всесвіт».
Скончался от сердечного приступа в 2006 году.

## Творчество
Как составитель и переводчик, подготовил к печати несколько сборников и антологий: «Золотослов. Поэтический космос Древней Руси» (1988), «На реках Вавилонских. Из древнейшей литературы Шумера, Вавилона, Палестины» (в соавт. с В. Афанасьевой и И. Дьяконовым, 1991), «Украинские заговоры» (1993), «Тысячелетия. Поэтический перевод Украины-Руси» (1995).
Автор работ по зарубежной литературе XX века, истории и теории перевода, а также статей о творчестве Леся Курбаса, Николая Зерова, Григория Кочура, Николая Лукаша, Ивана Светличного, Виктора Кордуна, Михаила Григорьева и др.
В его переводах на украинском языке публиковались отрывки из Библии, древнерусская словесность, стихи Махтумкули, поэзия Агриппы д’Обинье, Виктора Гюго, Шарля Бодлера, Артюра Рембо, Малларме, Поля Валери, Поля Элюара,  Блеза Сандрара, Сен-Жон Перса, Т. С. Элиота, Рильке, Гонгоры, Кеведо, Лорки, Хосе Марти, Пабло Неруды, Габриелы Мистраль, К.Бачинского, Л.Стаффа, Ю.Тувима, А.Ахматовой и др.

## Признание
- Премия имени Мыколы Лукаша (1996)
- Премия имени Максима Рыльского (1996)
- Дважды лауреат премии имени Григория Сковороды (2002, 2006)
- Премия имени Василия Стуса (2003)

## Избранные публикации
- Тисячоліття: переклад у державі слова // Тисячоліття: Поетичний переклад України-Русі. — Київ: Дніпро, 1995. — С. 5-38.